# Vanessa Demouy
Pour les articles homonymes, voir Demouy.
Vanessa Demouy, née le 5 avril 1973 à Montreuil, est une actrice, mannequin et chanteuse française.

## Biographie

### Famille, formation et débuts
Née le 5 avril 1973 à Montreuil en Seine-Saint-Denis, elle est la fille de Christian Demouy (1949-2022) et de Catherine Rochette. Sa mère a été mannequin, avant de devenir directrice de l'agence de mannequins « Beauties »,.
Vanessa Demouy passe une partie de son enfance dans la région de Moulins (Allier) où sa famille a des attaches.
Elle pratique la danse classique jusqu'à ses 14 ans, avant de devenir mannequin professionnel. Vers 15 ans, elle est choisie pour poser dans des publicités, et participe notamment à la campagne publicitaire de la marque de lingerie Aubade (en tant que « mannequin détails », sans que l'on voie son visage) intitulée les « Leçons de séduction », posant sur des images en noir et blanc qui mettent en valeur ses formes, tout en respectant son anonymat que, depuis les années 2010, elle refuse désormais d'évoquer, étant donné qu'elle n'a pas profité de cette médiatisation. À 17 ans, elle commence aussi à tourner dans quelques courts métrages et publicités.

### Notoriété
Vanessa Demouy se fait connaître du grand public au début des années 1990 pour ses rôles dans des séries télévisées pour adolescents de la chaîne M6 : Classe mannequin (1993-1994) et ses suites, Cœurs Caraïbes (1995) et Aventures Caraïbes (1996).
Sa morphologie voluptueuse lui vaut une large médiatisation. Ainsi, en 1997, elle prête ses traits à Lara Croft, l'héroïne du jeu vidéo Tomb Raider pour une séance photo du magazine VSD, ainsi que dans le magazine Entrevue en 1999. L'année suivante, elle fait la couverture du magazine Newlook[réf. souhaitée].

### Chanson
Vanessa Demouy tente aussi une carrière dans la chanson (elle interprète d'ailleurs le générique de la série Classe mannequin). En 1995, elle sort ainsi un album intitulé Rêve de fille, puis un second en 2003, qui passe inaperçu.

### Cinéma et télévision
En tant qu'actrice, Vanessa Demouy tente de se tourner vers un registre différent de celui de ses séries sur M6. Après des apparitions dans les séries policières Malone et Navarro, elle décroche ainsi en 2004 un rôle régulier, celui d'une gardienne de la paix dans la série Central Nuit, à partir de la saison 3. Elle joue ce rôle dans 27 épisodes, jusqu'en 2009.
En 2011, elle revient pour un rôle sulfureux dans la série Xanadu sur Arte. En 2012, elle joue dans la comédie dramatique Nos plus belles vacances, réalisée par Philippe Lellouche et, en 2014 dans Le Jeu de la vérité, adapté de sa pièce du même nom.
En 2018, elle interprète le rôle de Rose Latour, une femme bipolaire et la meilleure amie de Chloé Delcourt (Ingrid Chauvin) dans la série télévisée Demain nous appartient sur TF1.
Depuis le 2 novembre 2020, elle reprend son rôle de Rose Latour dans la série dérivée de Demain nous appartient, Ici tout commence.

### Théâtre

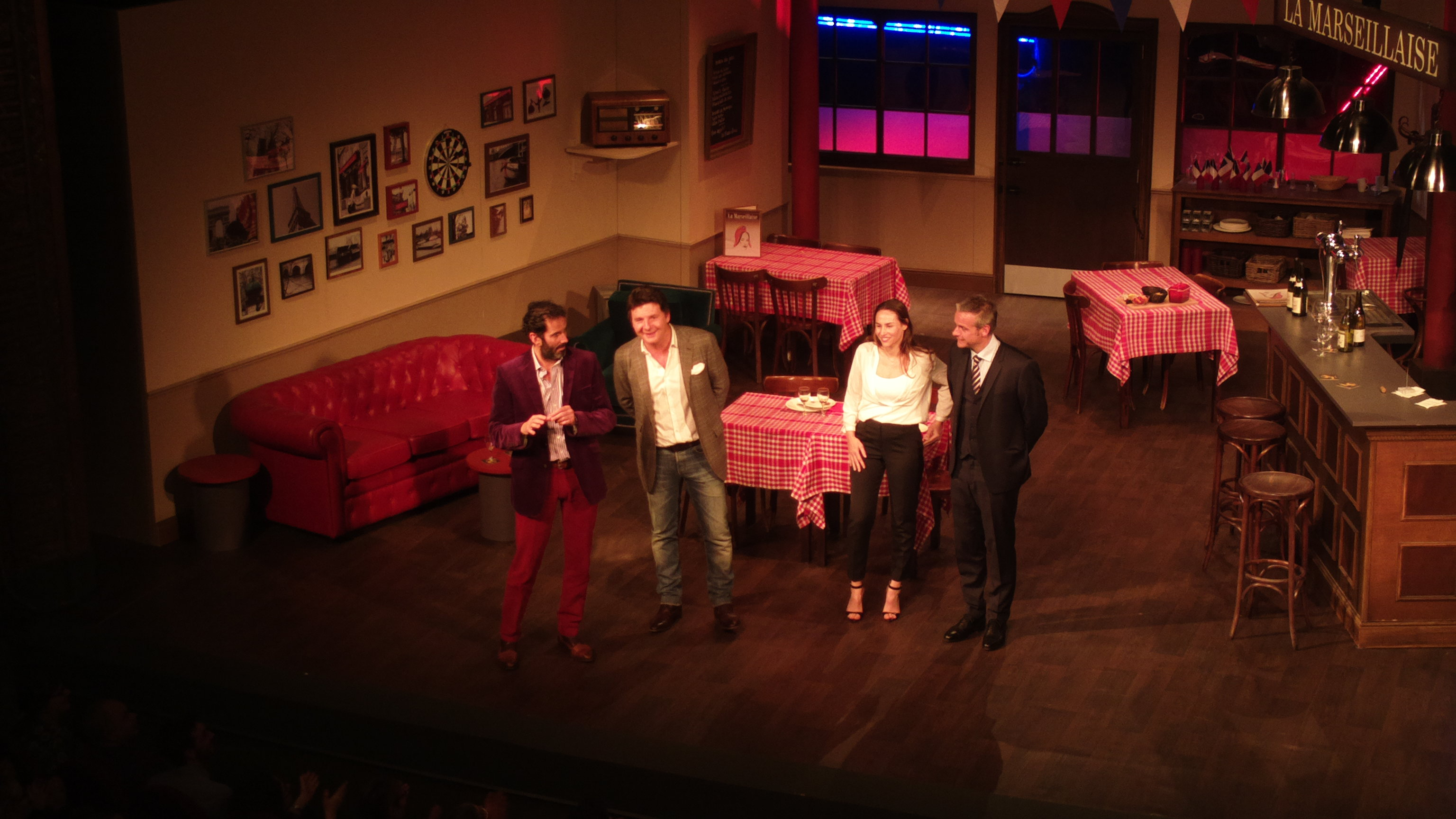
Vanessa Demouy à la fin d'une représentation de L'Appel de Londres, au théâtre du Gymnase, le 4 avril 2014.

C'est au théâtre que Vanessa Demouy renoue avec un succès populaire. Après des débuts sur les planches en 2002 dans Les Monologues du vagin, elle joue exclusivement sous la direction du comédien et scénariste Philippe Lellouche : Le Jeu de la vérité en 2005 et 2006, Le Jeu de la vérité 2 en 2007 et 2008, Boire, fumer et conduire vite en 2009 et 2010, et L'Appel de Londres de 2014 à 2016.

### Engagements
Fin 2010, Vanessa Demouy s'engage avec la Ligue contre le cancer dans une campagne contre le cancer du sein. Elle pose seins nus avec cinq autres célébrités, Anne Brochet, Chloé Lambert, Gwendoline Hamon, Julie Fournier et Céline Lis[réf. souhaitée].

### Vie privée
À partir de l'été 2001, Vanessa Demouy vit en couple avec le comédien et scénariste Philippe Lellouche, avec qui elle a eu un fils, Solal, né le 17 mai 2003. Le 26 juin 2010, ils se marient dans le parc du château de la Garenne de Launay, à Douchy (Loiret).
Le 5 mai 2011, elle met au monde son deuxième enfant, une petite fille, Sharlie,. Le lendemain de l'accouchement de sa fille coïncidait avec la visite présidentielle de la maternité. Le président de la République Nicolas Sarkozy s'est alors rendu dans la chambre de Vanessa Demouy pour la féliciter. Son époux, Philippe Lellouche, a confié à la presse que Nicolas Sarkozy était le premier visiteur de sa fille,.
En 2016, le magazine Voici annonce leur séparation, ce que Vanessa Demouy dément dans la foulée. En septembre 2017, pourtant, elle officialise sa rupture.

## Filmographie sélective

### Cinéma
- 1997 : Cinématon (#1846) de Gérard Courant : elle-même
- 1999 : Les Jolies Doses (court métrage)
- 1999 : Jusqu'à l'aube (court métrage) de Carole Eschenazi
- 1999 : Chloé (court métrage) de John Gabriel Biggs et Cédric Shetan Ratanga : Chloé
- 2000 : Le Marquis (court-métrage) : Sushi
- 2012 : Nos plus belles vacances de Philippe Lellouche : Bernadette
- 2014 : Le Jeu de la vérité de François Desagnat : Margaux
- 2017 : Chacun sa vie de Claude Lelouch : Lola (coupé au montage)
- 2017 : Daddy Cool de Maxime Govare : Yasmine

### Télévision
- 1993 : Classe mannequin (96 épisodes) : Linda
- 1993 : Le JAP, juge d'application des peines (1 épisode) : Pauline
- 1995 : Cœurs Caraïbes : Linda Demersey
- 1996 : Aventures Caraïbes : Linda Demersay
- 2002 : Belle à mourir (13e rue) : Liana
- 2002 : Malone : Johanna
- 2004-2009 : Central Nuit (27 épisodes) : Anne Dumont
- 2005 : Navarro (1 épisode) : Nathalie Favier
- 2008 : Scénarios contre les discriminations : la femme
- 2011 : Xanadu (4 épisodes) : Vanessa Body
- 2013 : Nos chers voisins fêtent l'été : la sœur d'Aymeric
- 2017 : Camping Paradis : Florence
- 2017 : Nina : (épisode « Love song ») : Elodie Machard
- 2017 : Crimes Parfaits (épisode « Entre deux eaux » de Lionel Chatton) : Camille Evrard
- 2018-2020 : Demain nous appartient : Rose Latour (épisodes 248-359 et 442-782)
- 2018 : Alice Nevers, le juge est une femme (S16E08 : La corde sensible) : Mme Delfaux
- 2018 : Commissaire Magellan (épisode « Rose sanglante ») : Catherine Valère
- 2019 : Joséphine, ange gardien (épisode « L'Esprit d'Halloween ») : Diane
- depuis 2020 : Ici tout commence : Rose Latour
- 2023 : Joséphine, ange gardien (épisode « Chanter sa vie ») : Nora
- 2025 : Monsieur Parizot, épisode Le maître du crime : Cécile Vinteuil

## Théâtre
- 2002 : Les Monologues du vagin
- 2005 : Le Jeu de la vérité de Philippe Lellouche, mise en scène Marion Sarraut, Comédie de Paris, Théâtre Tristan Bernard
- 2006 : Le Jeu de la vérité
- 2007 : Le Jeu de la vérité 2
- 2008 : Le Jeu de la vérité 2 de Philippe Lellouche, mise en scène Philippe Lellouche et Morgan Spillemaecker, Théâtre des Mathurins
- 2009 : Boire, fumer et conduire vite de Philippe Lellouche, mise en scène Marion Sarraut et Agathe Cémin, La Grande Comédie
- 2010 : Boire, fumer et conduire vite de Philippe Lellouche, mise en scène Marion Sarraut, Théâtre de la Renaissance
- 2014 : L'Appel de Londres de Philippe Lellouche, mise en scène Marion Sarraut, Théâtre du Gymnase

## Spectacle
- 2010 : interprète de Cléopâtre et d'une geisha dans le film Il était une fleur, une des attractions du parc Terra Botanica[15].

## Singles
- 1995 : Jam is black, extrait de l'album Rêve de fille[16]
- 2003 : De l'air